# Elezioni regionali in Italia del 2013
Nel corso del 2013 si svolsero elezioni regionali in 7 regioni italiane (4 a statuto ordinario e 3 a statuto speciale).
Le elezioni si tennero in Lazio, Lombardia e Molise (domenica 24 e lunedì 25 febbraio, in concomitanza alle elezioni politiche), Friuli-Venezia Giulia (domenica 21 e lunedì 22 aprile), Valle d'Aosta (domenica 26 maggio), Trentino-Alto Adige (domenica 27 ottobre), Basilicata (domenica 17 e lunedì 18 novembre).

## Elezioni dei presidenti di regione
| Regione | Candidati                           | Candidati                            | Candidati                  | Candidati                                                      | Presidenti uscenti | Presidenti uscenti         |
| Regione | Centro-sinistra                     | Centro-destra                        | Movimento 5 Stelle         | Altri                                                          | Presidenti uscenti | Presidenti uscenti         |
| --- | ----------------------------------- | ------------------------------------ | -------------------------- | -------------------------------------------------------------- | ------------------ | -------------------------- |
| Regione |                                     |                                      |                            | Altri                                                          | Presidenti uscenti | Presidenti uscenti         |
| Lombardia (24 - 25 febbraio) | Umberto Ambrosoli (PD) 38,24%       | Roberto Maroni (LN) 42,81%           | Silvana Carcano 13,62%     | Gabriele Albertini (Lombardia Civica) 4,12%                    |                    | Roberto Formigoni (PdL)    |
| Lazio (24 - 25 febbraio) | Nicola Zingaretti (PD) 40,65%       | Francesco Storace (LD) 29,32%        | Davide Barillari 20,22%    | Giulia Bongiorno (Lista Civica per Bongiorno Presidente) 4,73% |                    | Renata Polverini (PdL)     |
| Molise (24 - 25 febbraio) | Paolo Di Laura Frattura (PD) 44,70% | Angelo Michele Iorio (PdL) 25,80%    | Antonio Federico 16,76%    | Massimo Romano (Vincere per cambiare) 11,01%                   |                    | Angelo Michele Iorio (PdL) |
| Friuli-Venezia Giulia (21 - 22 aprile)                                                                                          | Debora Serracchiani (PD) 39,39%     | Renzo Tondo (PdL) 39,00%             | Saverio Galluccio 19,21%   | Franco Bandelli (Un'Altra Regione) 2,40%                       |                    | Renzo Tondo (PdL)          |
| Provincia autonoma di Trento (27 ottobre)                                                                                       | Ugo Rossi (PATT) 58,11%             | Giacomo Bezzi (Forza Trentino) 4,27% | Filippo Degasperi 5,72%    | Diego Mosna (Indipendente) 19,28% Maurizio Fugatti (LN) 6,59%  |                    | Alberto Pacher (PD)        |
| Basilicata (17 - 18 novembre)                                                                                                   | Marcello Pittella (PD) 59,60%       | Salvatore Di Maggio (PdL) 19,39%     | Piernicola Pedicini 13,19% | Maria Murante (Basilicata 2.0) 5,16%                           |                    | Vito De Filippo (PD)       |
| L'elezione diretta del presidente non è prevista in Valle d'Aosta (risultati) e nella Provincia autonoma di Bolzano (risultati) |                                     |                                      |                            |                                                                |                    |                            |